# أسامة الفولي
أسامة محمد الفولي عميد كلية الحقوق الأسبق لجامعة الإسكندرية ومحافظ الإسكندرية السابق من الرابع من أغسطس عام 2011 حتي الخامس من سبتمبر 2012. تلاه محمد عطا عباس حنضل.

## الحالة العلمية
- حصل على درجة الليسانس في الحقوق من جامعة الإسكندرية بتقدير ممتاز
- دبلوم الدراسات العليا في العلوم الاقتصادي بجامعة جرينويل بتاريخ 6 أكتوبر 1977. موضوع الدراسة النقود والتمويل
- درجة الدكتوراه المرحلة الثالثة في العلوم الاقتصادي بجامعة جرينوبلفى 4/3/1981 بتقدير جيد جدا وموضوعها الاستدانة الخارجية وأثرها في التنمية الاقتصادية.
- درجة دكتوراه الدولة في العلوم الاقتصادية من جامعة جرينوبلفى 25/11/1983 بتقدير مشرف وموضوعها ميكانيزم الاستدانة الخارجية لمصر في الفترة 1970 – 1981

## الحالة الوظيفية
- عين في وظيفة معيد مكلف بقسم الاقتصاد بكلية الحقوق جامعة الإسكندرية اعتبارا من 8/10/1974
- عين في وظيفة مدرس مساعد بذات القسم بكلية الحقوق جامعة الإسكندرية اعتبارا من 18/5/1981
- عين في وظيفة مدرس بذات القسم بكلية الحقوق – جامعة الإسكندرية اعتبارا من 31/1/1984
- منح اللقب العلمي لوظيفة أستاذ مساعد بذات القسم بكلية الحقوق جامعة الإسكندرية اعتبارا من31/7/1990
- منح اللقب العلمي لوظيفة أستاذ بذات القسم بكلية الحقوق جامعة الإسكندرية اعتبارا من 30/1/1996
- عين في وظيفة وكيل كلية الحقوق – جامعة الإسكندرية لشئون خدمة المجتمع وتنمية البيئة بدءا من 4/11/1997
- عمل مستشارا ماليا وقانونيا لبنك الكويت المركزي في الفترة من 1/9/1993 حتى 31/8/1996
- عين في وظيفة وكيل كلية الحقوق – جامعة الإسكندرية لشئون الدراسات العليا والبحوث بدءا من 25/12/1999
- عين وكيل أول وزارة التعاون الدولي اعتبارا من 23/5/2000 كرئيس لقطاع المنظمات الدولية (البنك الدولي والبنك الافريقى وغيرهما)
- عين كرئيس لقطاع التعاون الاوروبى ورئيس قطاع مكتب وزير التعاون الدولي، حيث كان مسؤلاً عن التعاون الاقتصادى بين جمهورية مصر العربية ودول الاتحاد الاوروبى وحوالى 44 دولة أوروبية، ورأس وشارك في الوفود الممثلة لجمهورية مصر العربية في العديد من المفاوضات والاتفاقيات الدولية، وشارك في إعداد وإبرام العديد من الاتفاقيات الدولية وبصفة خاصة اتفاقية «مبادلة الديون الخارجية لتمويل مشروعات التنمية» مع الحكومتين الإيطالية والألمانية.
- عين رئيسا لمجلس قسم الاقتصاد والمالية العامة اعتبارا من 22/5/2001
- عين في وظيفة وكيل كلية الحقوق – جامعة الإسكندرية لشئون خدمة المجتمع وتنمية البيئة بدءا من 9/10/2001
- عين ممثلاً بنك الاستثمار القومى في مجلس إدارة بنك الإسكندرية التجارى والبحرى منذ عام 2000 وحتى 31/12/2004
- عين عضواً بمجلس إدارة «مشروع صندوق تطوير التعليم العالى»، وهو أحد المشروعات القومية الستة التي تبنتها وزارة التعليم العالى لتطوير التعليم العالى في جمهورية مصر العربية في عام 2003 وحتى تاريخه
- عين في وظيفة عميد كلية الحقوق – جامعة الإسكندرية بدءا من 1/8/2006
- عين محافظاً لمدينة الإسكندرية في الرابع من أغسطس عام 2011

## الأنشطة العلمية الرئيسية
- التدريس وإلقاء المحاضرات لطلاب الليسانس والبكالوريوس والدراسات العليا في كليات الحقوق والتجارة والآداب والزراعة (قسم الاقتصاد الزراعي)، بالإضافة إلى المحاضرات العامة والإشراف على العديد من رسائل الماجستير والدكتوراه.
- تحكيم الأبحاث للعديد من الجامعات والمجلات العربية.
- سافر إلى الولايات المتحدة الأمريكية بدعوة من حكومتها في الفترة من 24/3/86 إلى 28/3/1986 للقيام بأبحاث في مجال الديون والمعونة الخارجية.
- سافر إلى فرنسا بدعوة من حكومتها في الفترة من 1/11/87 إلى 1/12/1987 للقيام بأبحاث في مجال المعاملة الضريبية للاستثمارات الأجنبية
- شارك في عدة مؤتمرات دولية ومحلية في مجالات مختلفة وبصفة خاصة: الاستثمار والتمويل وأعمال البنوك والشركات – الضرائب – الاقتصاد الإسلامي – التجارة الدولية.
- شارك في إعداد بعض الدراسات بالمجالس القومية المتخصصة.
- تقديم الاستشارة القانونية والمالية وبصفة خاصة: في مجال الضرائب واستثمار وأعمال الشركات وعمليات البنوك بصفة عامة والبنوك الإسلامية بصفة خاصة.
- التحكيم المحلى والدولي.
- المشاركة المنتظمة في العديد من الندوات والبرامج الاقتصادية والسياسية للمحطات المختلفة لإذاعة وتليفزيون جمهورية مصر العربية

## الأنشطة العلمية والاجتماعية الأخرى لأسامة الفولي
- عضو في جمعية الاقتصاد السياسي والإحصاء والتشريع
- عضو في الرابطة المصرية للقانون الدولي
- عضو في جمعية الضرائب المصرية
- عضو في جمعية المالية العامة والضرائب

## المؤلفات
- محاضرات في تشريعات الاستثمار في مصر كلية الحقوق – جامعة الإسكندرية 1986باللغة الإنجليزية

La dette extericure de L’Egypte: Perspectives historiques CEDEJIFAO, journees d’etudes: les echanges, le Cairo, 3 – 5 Juin, 1988 
- محاضرات في النظام الضريبي المصري – كلية الحقوق – جامعة الإسكندرية 1989
- بعض مظاهر التفاوت في توزيع العبء الضريبي القانوني في التشريع المصري (منشور في مجلة الحقوق للبحوث القانونية والاقتصادية) العدد الثاني 89 الصفحات 31 – 132

La Conversion de la dette publique exterieure de l’Egypt. منشور في مجلة الحقوق للبحوث القانونية والاقتصادية العدد الثالث والرابع عام 1989 الصفحات (241 – 309) 
- دور الإجازة الضريبية كحافز للاستثمار الخاص (منشور في مجلة الحقوق للبحوث القانونية والاقتصادية العدد الثالث والرابع 1989 الصفحات 151 – 240)

Transfer price and international tax evasion, l st international maritime crime conference, Alex, 20-23 May, 1990 
- المال والمستقبل الاقتصادي العربي – في كتاب " مستقبل المنطقة العربية في ضوء المتغيرات الإقليمية والدولية " الهيئة العامة لقصور الثقافة مارس 1993"

مقدمة في الاقتصاد الاجتماعي، دار المعرفة الجامعية 1993 
- «نحو إطار جديد لإدارة الاقتراض الخارجي» - A New framework for external borrowing management مجلة الحقوق للبحوث القانونية والاقتصادية، تصدرها كلية الحقوق – جامعة الإسكندرية – مستخرج من العدد الأول والثاني 1994
- الدور الحديث للبنوك المركزي بين الاستقلالية وإعادة الهيكلة - The New role of central banks; independence and restructuring مجلة الحقوق للبحوث القانونية والاقتصادية، تصدرها كلية الحقوق جامعة الإسكندرية مستخرج من العدد الأول والثاني 1995

تقييم التجربة الماليزية في إقامة أول سوق نقدى إسلامي، مجلة الحقوق للبحوث القانونية والاقتصادية، العدد الأول والثاني، كلية الحقوق - جامعة الإسكندرية، 1995 
- مسيرة العمل المصرفى الإسلامي بين الصعوبات والآفاق المستقبلية، مجلة الحقوق للبحوث القانونية والاقتصادية، العدد الأول والثاني، كلية - جامعة الإسكندرية، 1995
- «نظرات في الحماية المالية للحقوق العمالية» المؤتمر العلمي السنوي الثاني كلية الحقوق – جامعة المنصورة بعنوان: «الأوضاع القانونية والاقتصادية للعمل في ظل المتغيرات المحلية والعالمية» من 26/3/97 إلى 27/3/1997
- «ورقة عمل في العشوائيات – منظور اقتصادي». الجمعية المصرية للطب والقانون – المؤتمر السنوي السادس عشر الإسكندرية 24 – 26 /3/1998
- «موسم الهجرة إلى السياسة النقدية غير المباشرة». مجلة البنوك – اتحاد بنوك مصر، العدد الثاني عشر، مارس، أبريل 1998 ص 52 – 54
- الملامح الرئيسية لاتفاقية التجارة في الخدمات، ورقية إلى مؤتمر «القانون وتحديات المستقبل» – جامعة الكويت – الكويت 25 – 27 أكتوبر 1999
- الصيرفة الإلكترونية واثرها على المصارف كوسيط مالى، ورقة مقدمة إلى مؤتمر التجارة الإلكترونية وتأثير خدمات النقل الدولي على تنمية الصادرات، القاهرة 20/5/2002
- مبادئ العلاقات الدولية «بالاشتراك مع أ. د / مجدى محمود شهاب» دار الجامعة الجديدة، 1997
- النظام الضريبى بين النظرية والقانون المالى «بالاشتراك مع أ. د / محمد دويدار» دار الجامعة الجديدة، الإسكندرية، 2004
- اقتصاديات النقود والتمويل «بالاشتراك مه أ. د / زينب عوض الله» دار الجامعة الجديدة، الإسكندرية، 2005
- مبادئ الاقتصاد السياسى «بالاشتراك مع أ. د / مجدى محمود شهاب»، دار الجامعة الجديدة، الإسكندرية، 2005
- تنامى ظاهرة الاتجار في البشر «ورقة مقدمة لمؤتمر القانون الدولي الإنسانى - آفاق تحديات»، بيروت، يونيو 2004
- دراسة النظم التشريعية الدولية في مجال النقل البحرى الدولي وآثار النقل متعدد الوسائط وآثار اتفاقيات الجات ومتطلبات التعديلات والإصدارات المطلوبة في التشريعات الوطنية لمواكبة حركة النقل العالمي وتنمية حركة الصادرات المصرية "، بحث مع آخرين أعد باسم الأكاديمية العربية للعلوم والتكنولوجيا والنقل البحرى لصالح أكاديمية البحث العلمي، الإسكندرية، مارس 2005،
- الطبيعة الخاصة للنظام تسوية المنازعات في اطار المنظمة العالمية للتجارة، مؤتمر مستقبل التحكيم في العالم العربي وأثره الاقتصادى، المركز العربي للتحكيم ومركز الخبرة الهندسية والتحكيم، القاهرة 22 - 23 نوفمبر 2005